# Янгікент
Янгікент — городище на території Казалінського району Кизилординської області Казахстану.

## Історія
Городище виникло на початку нашої ери, у письмових джерелах згадується від X століття. Великий торговий центр на караванному шляху з Центрального Казахстану в Хорезм і Поволжя. Столиця держави огузів. В Янгікенті розміщувався палац ябгу та значний огузький гарнізон, були великі базари та храми.
Залишено у XII столітті. Руїни Янгікента розташовані на лівому березі нижньої Сирдар'ї, за 25 км на південний захід від міста Казали.